# Dioklecjan

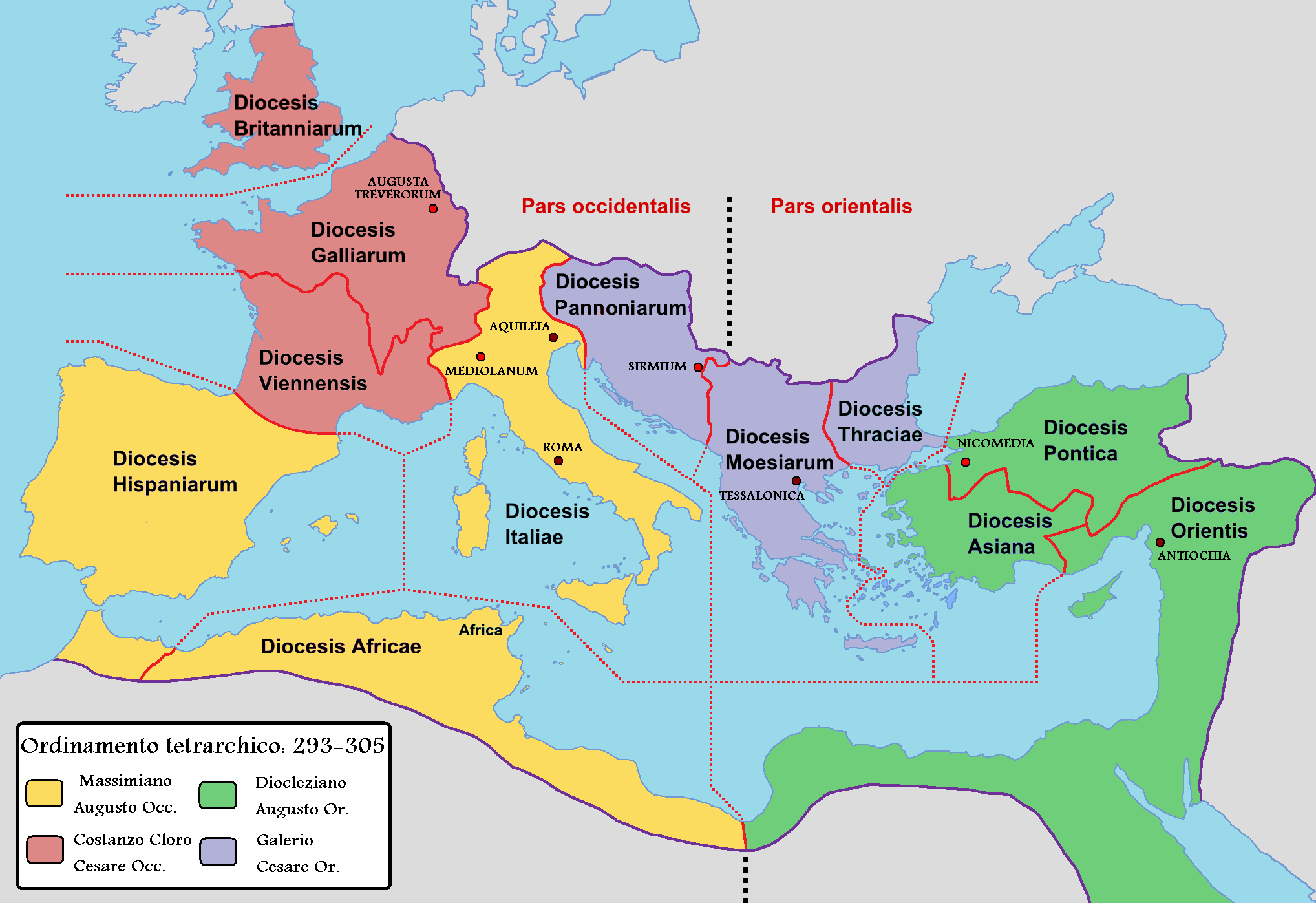
Podział cesarstwa przez Dioklecjana

Dioklecjan, Gaius Aurelius Valerius Diocletianus (ur. 22 grudnia 244 w Salonie, zm. 3 grudnia 313 lub 316 w Spalatum) – cesarz rzymski od 20 listopada 284 do 1 maja 305.
Był niezamożnym człowiekiem niskiego pochodzenia, przez całe życie związany z armią. Wybrany przez żołnierzy na cesarza w 284 roku, a następnie zatwierdzony przez senat rzymski, po dwóch latach podzielił się władzą z Maksymianem. Jego panowanie zapoczątkowuje w dziejach Rzymu okres dominatu, wprowadzający w istocie monarchię opartą na armii i na scentralizowanej biurokracji.
W 293 roku Dioklecjan stworzył tetrarchię, czyli system rządów, w którym władzę równocześnie sprawowało czterech panujących nad różnymi obszarami rozległego imperium: Dioklecjan (wschodnie wybrzeże Morza Śródziemnego), Maksymian (Italia, Afryka i Hiszpania), Galeriusz (dolina Dunaju i Bałkany) i Konstancjusz I Chlorus (Brytania i Galia). Mający najwyższą pozycję Dioklecjan kazał uznawać się za potomka Jowisza, natomiast boskim przodkiem Maksymiana miał być Herakles – co miało podkreślać ich szczególny prestiż w nowym układzie rządzenia cesarstwem.
Z żoną Pryską miał córkę Galerię Walerię – drugą żonę cesarza Galeriusza.

## Młodość i służba wojskowa
Pochodził on z rzymskiej Dalmacji, z rodziny niższego urzędnika, wyzwoleńca senatora Annulinusa; jego matką była Diokleja. Według Timothy’ego Barnesa dokładna data urodzin Dioklecjana to 22 grudnia 244 roku. Drogą do awansu społecznego stała się dla niego służba wojskowa, w toku której doszedł do stanowiska dowódcy wojsk rzymskich w Mezji. Za rządów Karusa awansował na dowódcę straży przybocznej (łac. protectores domestici). Uczestniczył w wyprawie tego cesarza na Persję w 283 roku, gdy w trakcie kampanii mezopotamskiej zdobyto Seleucję i Ktezyfon.

## Dojście do władzy
Podczas odwrotu wojsk rzymskich po śmierci Karusa, jego syn i następca Numerian zmarł w niejasnych okolicznościach (lub został zamordowany). Zgon jego przez dłuższy czas ukrywano, gdyż od syryjskiej Emesy cesarz stale podróżował w zamkniętej lektyce. Dopiero w okolicach Nikomedii fakt ten ujawniono po odkryciu rozkładającego się ciała Numeriana; Diokles oskarżył o zbrodnię swego rywala – prefekta pretorianów Apra, którego zgładził publicznie, a następnie został 20 listopada 284 obwołany nowym cesarzem przez wojsko, przyjmując imię Dioklecjana. 
Jego rola w usunięciu Numeriana wraz z możliwym udziałem w spisku Apra nie jest całkiem jasna. Późniejsza propaganda cesarska, jak i opis tego wydarzenia przez Flawiusza Wopiskusa w Historia Augusta, nie ułatwiają wyjaśnienia tej kwestii. Natychmiast po proklamowaniu go władcą Dioklecjan wyruszył z wojskiem na zachód przeciw bratu-współrządcy Numeriana i pokonał cesarza Karynusa w bitwie nad rzeką Margus w Mezji (maj 285). W czerwcu 285 roku jako nowy władca dotarł do Rzymu.

## Wczesne kampanie i współrządy z Maksymianem
21 lipca 285 roku w Mediolanie powołał na współrządcę Maksymiana, podnosząc go do godności cezara, a 1 marca 286 roku uczynił go augustem. Wkrótce potem Maksymian został wysłany do Galii dla stłumienia powstania bagaudów pod wodzą Amandusa. W 286 lub 287 Dioklecjan i Maksymian przyjęli tytuły Iovius i Herculius. Nowa koncepcja władzy cesarskiej stanowiła, że augustowie są braćmi, przy wyższej pozycji Dioklecjana (jako pochodzącego od Jowisza). Jeszcze w 285 Dioklecjan odniósł sukces w walce przeciw Sarmatom, a w 287 podczas pobytu na wschodzie przyjął dary od pokojowego poselstwa króla sasanidzkiej Persji Bahrama II. Zachodnia część Armenii została włączona do Cesarstwa Rzymskiego, a nad resztą objął rządy Tiridates III, władca w pełni zależny Rzymu.
Powstanie bagaudów zostało szybko stłumione przez Maksymiana Herkuliusza, ale na jesieni 286 roku Karauzjusz, oficer któremu powierzono zadanie zwalczania frankońskich i saskich piratów, przywłaszczył sobie łupy z kampanii. Zagrożony przez Maksymiana karą śmierci, ogłosił się augustem, opanowując Brytanię i nadbrzeżne części Galii. W tym czasie (286–287) Maksymian przekroczył Ren i poprowadził kampanię przeciw niepokojącym Galię Burgundom i Alamanom. W 288 nastąpiło spotkanie augustów, na którym zapadły ustalenia dotyczące walki z Karauzjuszem. Maksymian zaczął rozbudowywać flotę, a działania wojenne przeciw Frankom nad Renem scedował na swych podwładnych, m.in. na swego zięcia i oficera Konstancjusza Chlorusa. W 289 Dioklecjan powtórnie pokonał Sarmatów, a następnie wyruszył na wschód dla odnowienia przyjaznych związków z plemionami z Pustyni Syryjskiej i zwalczania Saracenów. Nakazał budowę umocnień i fortów w Syrii, Egipcie i wokół Circesium w Mezopotamii. W 290 Maksymian poniósł klęskę w bitwie morskiej z Karauzjuszem i utracił flotę. W tym samym roku w Mediolanie doszło do kolejnego zjazdu cesarzy połączonego z wystawnymi ceremoniami, które miały propagandowo podkreślać siłę państwa rzymskiego i jedność władzy wynikającą ze zgody panujących (łac. concordia Augusti). Dioklecjan przyjął w Mediolanie delegację rzymskiego Senatu. Podjęto też w tajemnicy szereg ważnych decyzji politycznych i wojskowych.
Dioklecjan podróżował głównie po wschodniej części Cesarstwa, kształtując zasadę „gdzie cesarz tam Rzym”. Wiadomo np. że odwiedził Emesę dnia 10 maja 290, albo Sirmium 1 lipca 290 roku. Po wprowadzeniu tetrarchii jego stolicą była Nikomedia.

## Powstanie tetrarchii

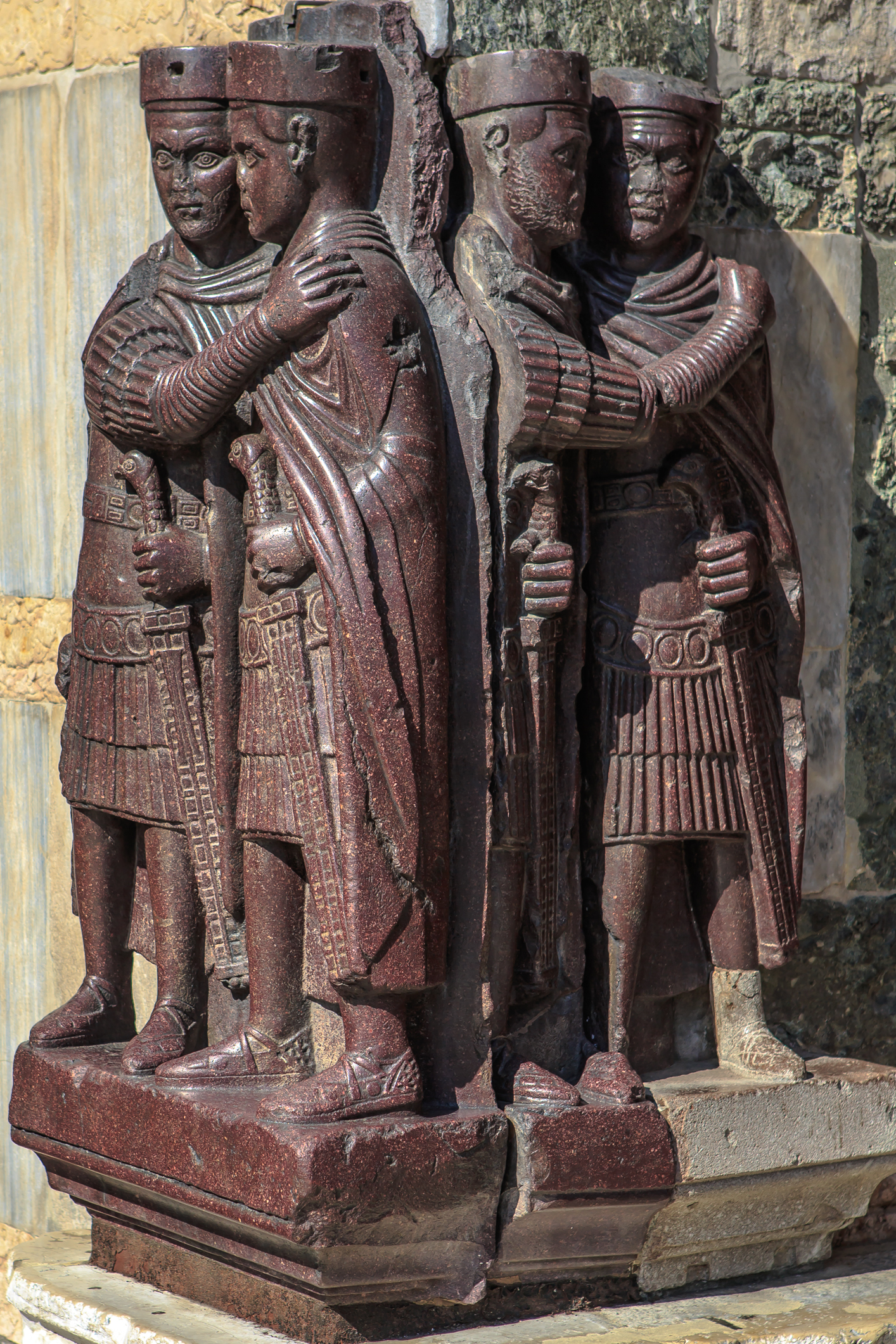
Tetrarchowie – rzeźba z fasady bazyliki św. Marka w Wenecji

W 293 komendę nad wojskami walczącymi z uzurpatorem Karauzjuszem powierzył Dioklecjan Konstancjuszowi Chlorusowi. Na wiosnę tego roku Konstancjusz oraz zięć i prefekt pretorianów Dioklecjana, Galeriusz, zostali podniesieni do rangi cezarów. Pierwszy z nich był odpowiedzialny za działania wojskowe w Galii i Brytanii, drugiemu powierzono obronę granicy wschodniej imperium. Cezarowie stali się adoptowanymi synami augustów. Każdy z władców odpowiedzialny za obronę określonego terytorium, wkrótce zaczął też dysponować własnym dworem, administracją i wojskiem. Synowie Konstancjusza i Maksymiana, Konstantyn i Maksencjusz przebywali na dworze Dioklecjana w Nikomedii. W taki sposób powstała tetrarchia („czwórwładza”). Nie był to jednak system idealnie symetryczny; np. w Cesarstwie było tylko dwóch prefektów pretorianów. W miastach takich jak Sirmium, Antiochia, Trewir, Mediolan czy Nikomedia powstały cesarskie rezydencje.
W 294 roku Dioklecjan odbył kampanię przeciw Sarmatom i umocnił granicę na Dunaju polecając budowę wielu fortów, przyczółków, mostów i umocnionych miast, które złożyły się na linię obrony znana jako Ripa Sarmatica. Reformy podatkowe wywołały niezadowolenie w Górnym Egipcie, które spowodowało najpierw powstanie stłumione przez Galeriusza w 295 roku, a potem uzurpację Domicjusza Domicjana, który ogłosił się augustem w 297 roku. Dioklecjan wyruszył do Egiptu i najpierw stłumił rebelię w Tebaidzie, a potem obległ Aleksandrię, której po śmierci uzurpatora bronił jego następca Aureliusz Achilleus. Po zdobyciu miasta udało mu się spacyfikować prowincję i zreorganizować jej administrację. W 296 roku Konstancjusz Chlorus zaatakował wojska Karauzjusza zgromadzone w Gesoriacum (Boulogne) i zdobył miasto. Po zbudowaniu floty wojennej wyprawił się do Brytanii, gdzie po śmierci Karauzjusza władzę przejął Allektus. Na jesieni 296 roku Konstancjusz pokonał uzurpatora i zdobył Londinium.
W 294 roku na tronie perskim nastąpiła zmiana, która przyniosła wojnę z Rzymem. Bahrama III zastąpił Narses. W 295 roku wybuchł konflikt między Persją a cesarstwem o Armenię. Narses najechał zachodnią część kraju należącą do Rzymu, a następnie skierował się z wojskami do północnej Mezopotamii. Wojska pod dowództwem Galeriusza poniosły ciężkie straty w bitwie pod Callinicum w 296 roku i musiały wycofać się do Antiochii. W rejon działań wojennych niezwłocznie przybył Dioklecjan z posiłkami z armii znad Dunaju; Galeriusza ukarał za nieudolność, każąc mu biec przed swym rydwanem podczas wjazdu do Antiochii. Galeriusz wyruszył z wojskami do Armenii Mniejszej i ustanowił bazę w Satali. Pokonano Narsesa, który wystąpił przeciw wojskom rzymskim; Rzymianie zajęli obóz perski wraz ze skarbcem i haremem. Galeriusz wkroczył następnie do Medii i Adiabene. Na przełomie 296 i 297 roku jego wojska zeszły na równinę Mezopotamii i w końcu zdobyły Ktezyfon. Na wiosnę 299 roku rozpoczęto rokowania pokojowe. Podpisany przez Dioklecjana i Narsesa traktat był korzystny dla Rzymian: odzyskano Armenię, Iberia Kaukaska wróciła do strefy wpływów cesarstwa, poszerzono posiadłości rzymskie w Mezopotamii. W rzymskiej domenie znalazły się Nisibis, Bezabde i Amida.

## Reformy Dioklecjana

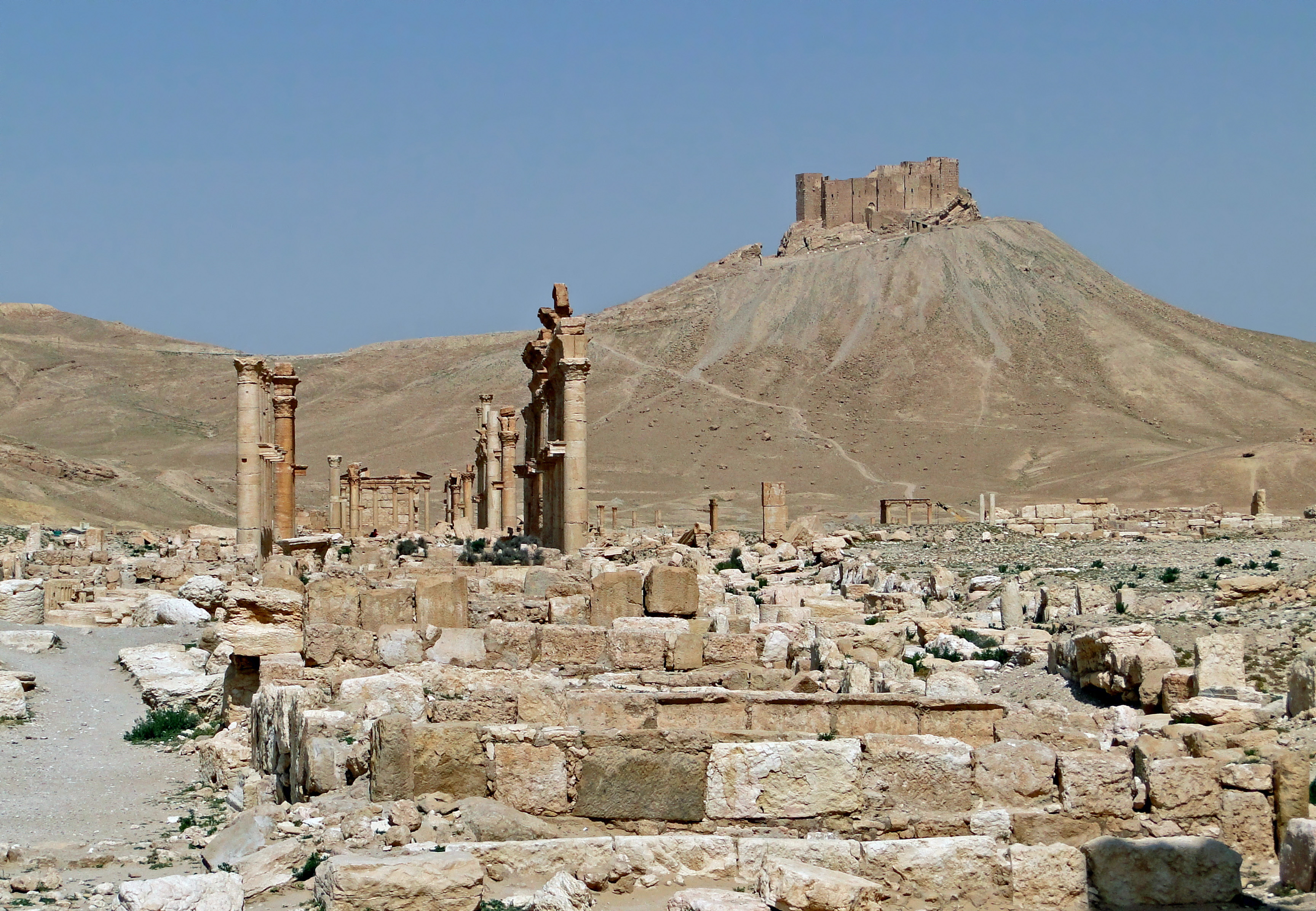
Fragment pozostałości tzw. Obozu Dioklecjana w Palmyrze

### Wojsko
Dioklecjan wprowadził istotne zmiany w organizacji armii rzymskiej. Przypisuje się mu istotne zwiększenie liczebności wojska. Zapoczątkował proces tworzenia okręgów militarnych pokrywających się z prowincjami i podległych wodzom (duces). Utworzył wiele nowych legionów obdarzonych przydomkami Iovia, Herculia, Diocletiana, Maximiana. Prawdopodobnie były one dużo mniejsze niż jednostki z czasów pryncypatu (ich liczebność szacuje się na 500–1000 żołnierzy). Według późniejszego historyka Agatiasza, armia Dioklecjana miałaby liczyć łącznie 645 tys. ludzi. Dioklecjan zreorganizował też system aprowizacji armii, zaopatrując ją w niezbędną żywność ściąganą od ludności Cesarstwa w naturze (anonna militaris lub capitus). 
Ponadto władca wprowadził w życie program umacniania granic: szeroko zakrojone prace budowlane prowadzono w Syrii, nad Dunajem, w Egipcie, w Brytanii. Np. wysuniętą placówkę w Palmyrze wzmocniono stworzeniem tzw. Obozu Dioklecjana przy wykorzystaniu miejskich budowli wcześniej zrujnowanych przez wojska Aureliana. Na Bliskim Wschodzie powstała linia twierdz, fortów i obozów legionowych rozciągająca się od Morza Czerwonego do Eufratu, zwana Strata Diocletiani. Limes ten wraz z ważnymi szlakami (np. Via Diocletiana wiodąca do Palmyry) przetrwał epokę bizantyńską aż do nadejścia Arabów w VII wieku. Założeniom tym towarzyszyły budowle podkreślające niesłabnącą potęgę cesarstwa i twórczy rozmach imperium: termy Dioklecjana w Rzymie, warowna rezydencja w Spalatum, łuki Dioklecjana w afrykańskiej Sufetuli czy na nilowej wyspie File. W ówczesnej architekturze (także w rzeźbie) poczęła się zaznaczać typowa później dla dominatu skłonność do okazałych konstrukcji i surowych form monumentalnych.

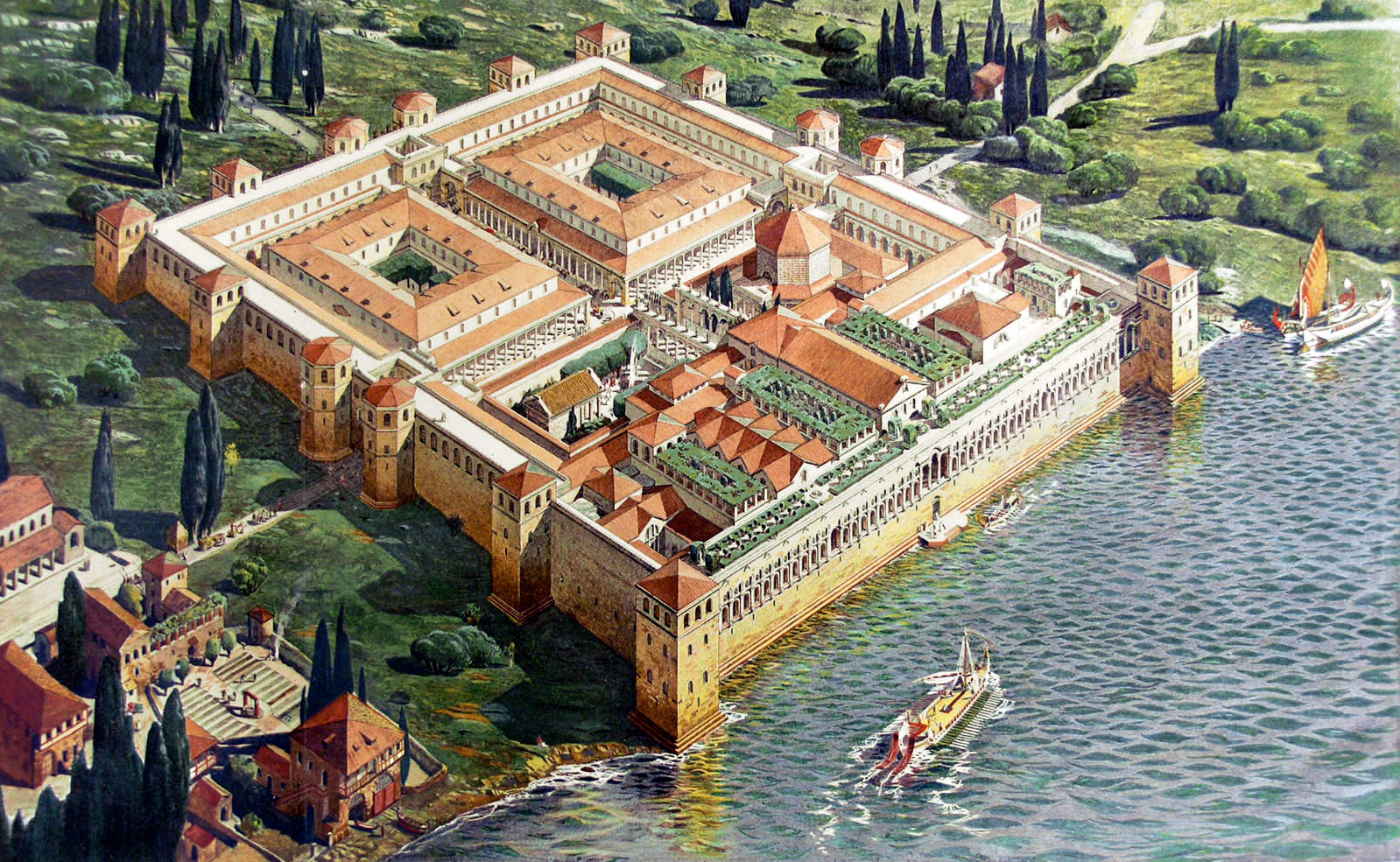
Pałac Dioklecjana w dalmackim Spalatum (według Ernesta Hébrarda)

### Administracja
Istotnym zmianom za panowania Dioklecjana uległ system administracji imperium. Około 293 roku prowincje zgrupowano w 12 większych jednostek organizacyjnych, zwanych diecezjami i zarządzanych przez wikariuszy (vicarii), natomiast diecezje podzielono między 4 prefektury (Galii, Italii, Ilirii, Orientu). Liczbę samych prowincji zwiększono z około 50 do ok. 100 i wprowadzono podział na zarządców cywilnych (praesides, correctores, consulares, prokonsulowie) oraz wojskowych duces. Rozbudowano centralną biurokrację, w której pojawili się liczni urzędnicy dworscy, tacy jak: magister officiorum (kanclerz, odpowiedzialny za ceremoniał dworski, transport i tajną policję), quaestor sacri palatii (sekretarz cesarski), praepositus sacri cubiculi (naczelnik dworu). Powstało wiele urzędów związanych z zarządzaniem finansami (rationales, magistri rei privatae, comes sacrarum largitionum – odpowiedzialny za kopalnie, mennice i podatki). Dla podniesienia cesarskiego autorytetu Dioklecjan wprowadził paradny ceremoniał dworski (w większości przejęty z sasanidzkiej Persji) i skomplikowany system rang, a sam cesarz przybrał wyszukany, barwiony purpurą strój z jedwabiu wraz z diademem. Cesarska tytulatura, w której szczególnego znaczenia nabrał tytuł dominus noster, uległa dalszemu rozwinięciu, a wszystko, co dotyczyło osoby władcy, zaczęto określać jako boskie lub święte. Podniesieniu prestiżu władcy i podkreśleniu jego splendoru miał również służyć kompleks pałacowy wybudowany na adriatyckim wybrzeżu w Spalatum, który łącząc w sobie funkcje wojskowe, religijne i mieszkalne, stał się wyjątkowym przykładem sztuki architektonicznej. 

### Finanse i gospodarka

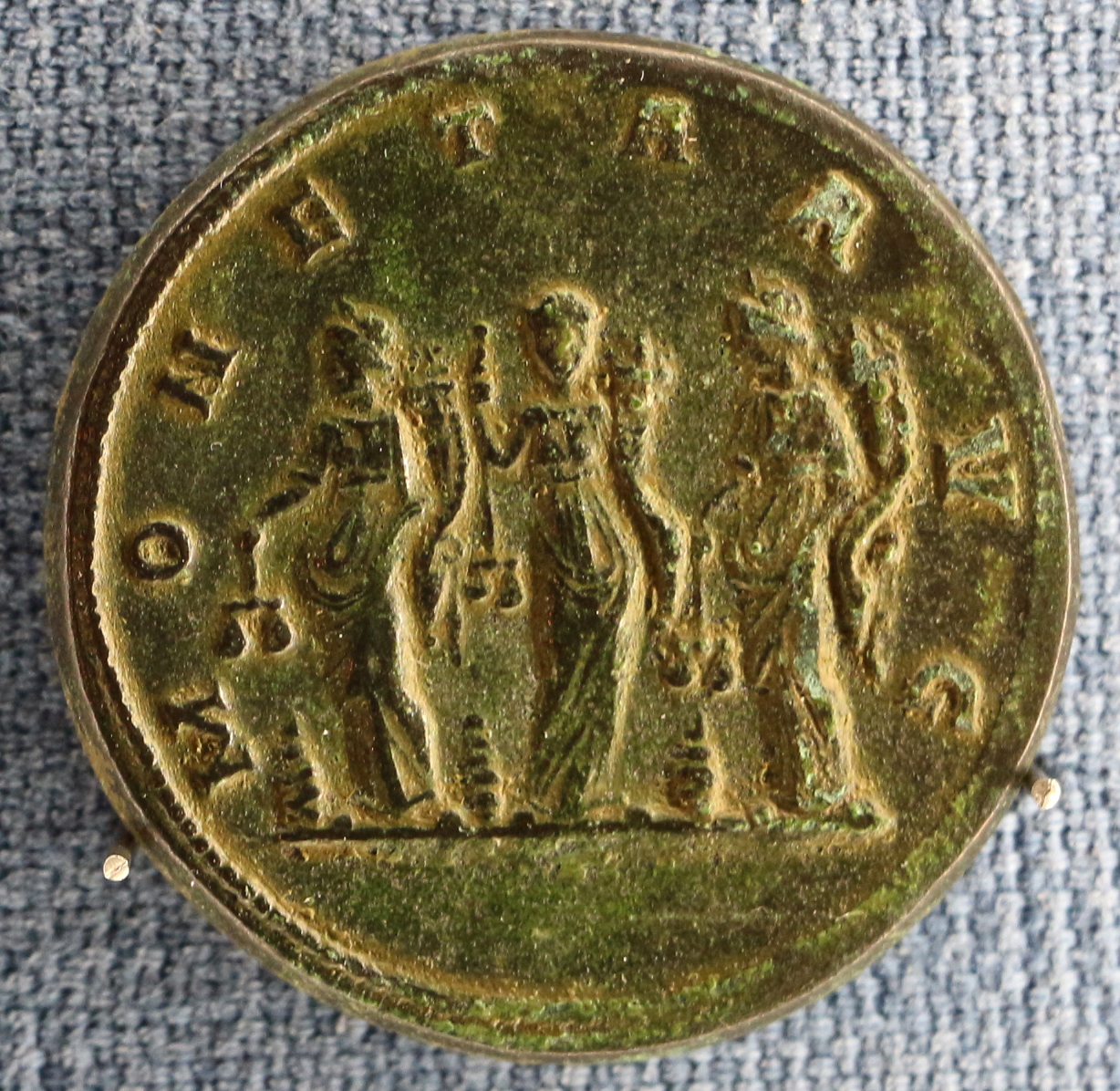
Medalion z personifikacjami propagujący reformę monetarną (z muzeum w Pizie)

Dioklecjan był pierwszym cesarzem, który rozpoczął ściąganie podatków z ziem Italii. Na posiadaczy ziemskich nałożył podatek progresywny, którego wysokość uzależniona była od jakości i areału posiadanej ziemi oraz od liczby zatrudnionych pracowników. Wskutek wysokiej inflacji pobierano go w naturze. Co 15 lat przeprowadzano spis w celu weryfikacji wysokości pobieranego podatku. System ten głównie miał na celu sprawniejsze uzyskiwanie środków na utrzymanie rozrastającego się wojska i biurokracji. Efektem tej reformy miała być stabilizacja gospodarcza wraz z opanowaniem inflacji. Zmieniono przy tym absolutną i względną wartość monet wartościowych (aureusa i argenteusa) oraz nominałów brązowych. W gospodarce kierowano się odgórnymi rozporządzeniami, czego przykładem stał się znany edykt o cenach maksymalnych (Edictum de pretiis rerum venalium) z 301 roku, który szczegółowo ustalał nieprzekraczalne ceny produktów i usług. Pomimo że za jego naruszenie groziła nawet kara śmierci, prawo to nie było respektowane i nie przyniosło oczekiwanych rezultatów. Edykt o cenach maksymalnych wkrótce został anulowany. 

## Polityka religijna, prześladowania
Dioklecjan znalazł ideologiczne i propagandowe oparcie swej władzy w umocnieniu rzymskiej religii i odwoływaniu się do obyczajów przodków (mos maiorum). Chciał wspierać rzymskie wartości i kultywować starą religię. Władza tetrarchów miała pochodzić od tradycyjnych bogów rzymskiej religii, zwłaszcza Jowisza, Herkulesa i Marsa oraz od Sol Invictus. Propaganda podkreślała boską naturę cesarzy. W 297 roku Dioklecjan wydał edykt przeciw manichejczykom skazujący wyznawców na śmierć, bądź dożywotnie roboty w kopalniach, a przywódców manichejskich na spalenie żywcem wraz z księgami. Wedle listu Dioklecjana do prokonsula Afryki, manicheizm był religią nową, obcą i wrogą mieszkańcom świata rzymskiego.

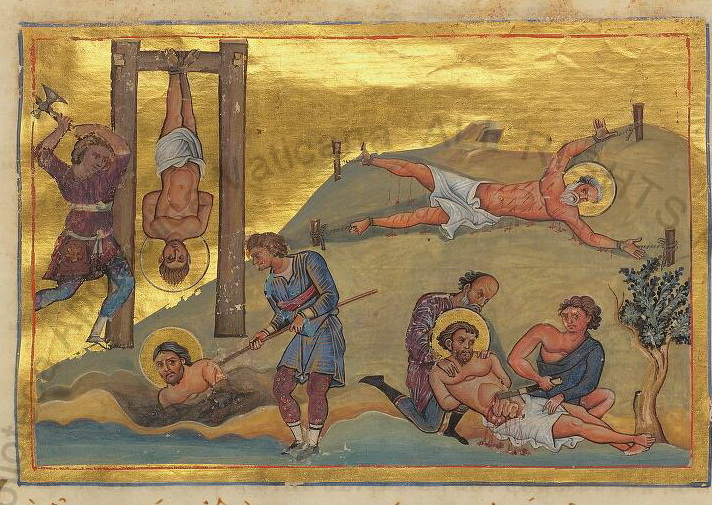
Prześladowania chrześcijan w Nikomedii (miniatura bizantyjska z X wieku)

W 302 roku usunięto chrześcijan z wojska i urzędów państwowych, pod zarzutem zakłócania przebiegu oficjalnych uroczystości religijnych.
Prześladowanie chrześcijan rozpoczęło się 23 lutego 303 roku, gdy urzędnicy i żołnierze na rozkaz cesarza zniszczyli kościół w Nikomedii. Następnego dnia wydano edykt nakazujący zburzenie świątyń chrześcijańskich i spalenie świętych ksiąg oraz pozbawienie stanowisk chrześcijan sprawujących funkcje publiczne. Klauzule edyktu były przestrzegane w różnym stopniu na różnych obszarach Cesarstwa. W Egipcie prefekt Sozjanus Hierokles zmuszał do składania ofiar bóstwom pogańskim i likwidował kościoły. Na zachodzie Konstancjusz Chlorus wprowadzał te zarządzenia w bardzo niewielkim stopniu. Drugi edykt, z lata 303 roku nakazywał uwięzienie chrześcijańskich przywódców w całym Imperium. Jesienią 303 roku został wydany trzeci edykt, który głosił, że wszyscy, którzy odejdą od chrześcijaństwa, zostaną uwolnieni, oporni natomiast mogli być torturowani. W następstwie tego we wschodniej części Cesarstwa wielu biskupów i „zwykłych wierzących” uwięziono i zabito. Biskup Antym z Nikomedii został ścięty.
Z czasów tych właśnie prześladowań zachowało się wiele przekazów o męczennikach czczonych do dziś przez Kościoły chrześcijańskie. Niemniej, zdecydowana większość chrześcijan uniknęła prześladowań. Akcji nie prowadzono systematycznie i z tym samym natężeniem. Istniały różnice w wykonywaniu zarządzeń podyktowane warunkami lokalnymi. Dokładna liczba ofiar prześladowania nie jest znana – zgładzono minimum kilkaset, a prawdopodobnie około 2500–3000 osób. Wiadomo, że w Syrii-Palestynie wydano 44 wyroki śmierci, a 42 osoby skazano na wygnanie. Ustawodawstwo rzymskie nakazywało stosować tortury wobec wszystkich wrogów władzy państwowej; nie wymyślono ich specjalnie dla chrześcijan. Prześladowania zainicjowane zostały przez Galeriusza, który jako syn kapłanki Romuli był nieprzejednanym wyznawcą politeizmu rzymskiego. Ustały one w 311 roku, gdy wydany został edykt tolerancyjny Galeriusza przyzwalający chrześcijanom kultywować ich praktyki religijne.
Obraz prześladowań chrześcijan za czasów panowania cesarza Dioklecjana może być wypaczony, ponieważ posiadamy relacje jedynie jednej strony – prześladowanej. Z wypowiedzi różnych pisarzy kościelnych oraz dalszego rozwoju wypadków wynika jednak, że liczba odstępców od wiary była bardzo duża. Znaleźli się wśród nich nawet biskupi. Głośna stała się sprawa biskupa Rzymu (papieża) Marcelina, a także biskupa Piotra Aleksandryjskiego.

## Dalsze rządy i abdykacja

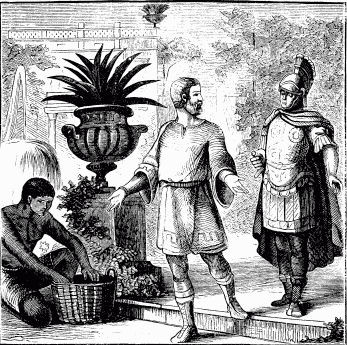
Wyobrażenie prywatnego życia Dioklecjana po abdykacji

W 303 roku Dioklecjan obchodził vicennalia (dwudziestą rocznicę panowania) i dziesięciolecie tetrarchii. Z tej okazji w Rzymie 20 listopada 303 roku odbyły się wielkie uroczystości. 1 stycznia 304 Dioklecjan powtórnie objął urząd konsula w Rawennie. Następnie uczestniczył w kampanii Galeriusza przeciw Karpom, lecz jego stan zdrowia stale się pogarszał i zmuszony był podróżować w lektyce. 28 sierpnia 304 ponownie przebywał w Nikomedii; na przełomie 304 i 305 roku przeszedł tam najcięższy okres choroby, gdy ludność miasta była przekonana, że cesarz niebawem umrze. Pojawił się publicznie dopiero 1 marca 305 roku. 1 maja zwołał zgromadzenie oficerów i żołnierzy w okolicach Nikomedii, w pobliżu miejsca, gdzie w 284 roku obwołano go cesarzem; na wiecu obecni byli także Galeriusz i Konstantyn. Dioklecjan mianował augustem Galeriusza, cezarami Maksymina Daję i Sewera II, a sam zrzekł się godności augusta, uzasadniając decyzję swym wiekiem, stanem zdrowia i przemęczeniem.
Były cesarz, który stopniowo wycofywał się z życia publicznego, osiadł w pałacu wybudowanym w Spalatum niedaleko Salony na dalmackim wybrzeżu. Jeszcze w 308 pełnił konsulat wraz z Galeriuszem; jesienią tego roku spotkał się z nim i Maksymianem na zjeździe w Carnuntum, gdzie omawiano przyszłość tetrarchii. Odmówił powrotu do władzy, do czego chciano go nakłonić. Pod koniec życia miał wedle tradycji zajmować się głównie uprawą jarzyn w pałacowym ogrodzie. 
Data i przyczyna śmierci Dioklecjana nie jest pewna. Rozmaite hipotezy badawcze umieszczają zgon cesarza pomiędzy 311 a 316 rokiem.